# Голенц
Го́ленц или Го́льца (нем. Golenz; в.-луж. Holca) — деревня в Верхней Лужице, Германия. Входит в состав коммуны Добершау-Гаусиг района Баутцен в земле Саксония. Подчиняется административному округу Дрезден.
Соседние деревни: Кочица (Kočica, Katschwitz) – на северо-востоке, Демяны (Demjany, Diehmen) – на юге и Гуска (Huska, Gaußig) – на западе.

## История
Впервые упоминается в 1498 году под наименованием Голиц (Golitz).
С 1936 по 1999 года деревня входила в состав коммуны Гаусиг. С 1999 года входит в состав коммуны Добершау-Гаусиг.
В настоящее время деревня входит в состав культурно-территориальной автономии «Лужицкая поселенческая область», на территории которой действуют законодательные акты земель Саксонии и Бранденбурга, содействующие сохранению лужицких языков и культуры лужичан.

## Население
Согласно статистическому сочинению «Dodawki k statisticy a etnografiji łužickich Serbow» Арношта Муки в 1884 году проживало 212 человек (из них — 162 серболужичанина (76 %)). Большинство жителей являются лютеранами.
Официальным языком в населённом пункте, помимо немецкого, является также верхнелужицкий язык.
| 1777 | 1834 | 1871 | 1884 | 1890 | 1910 | 1925 | 2011 |
| ---- | ---- | ---- | ---- | ---- | ---- | ---- | ---- |
| 14   | 146  | 181  | 212  | 184  | 189  | 199  | 95   |